# Geographisches Zentrum von Luxemburg

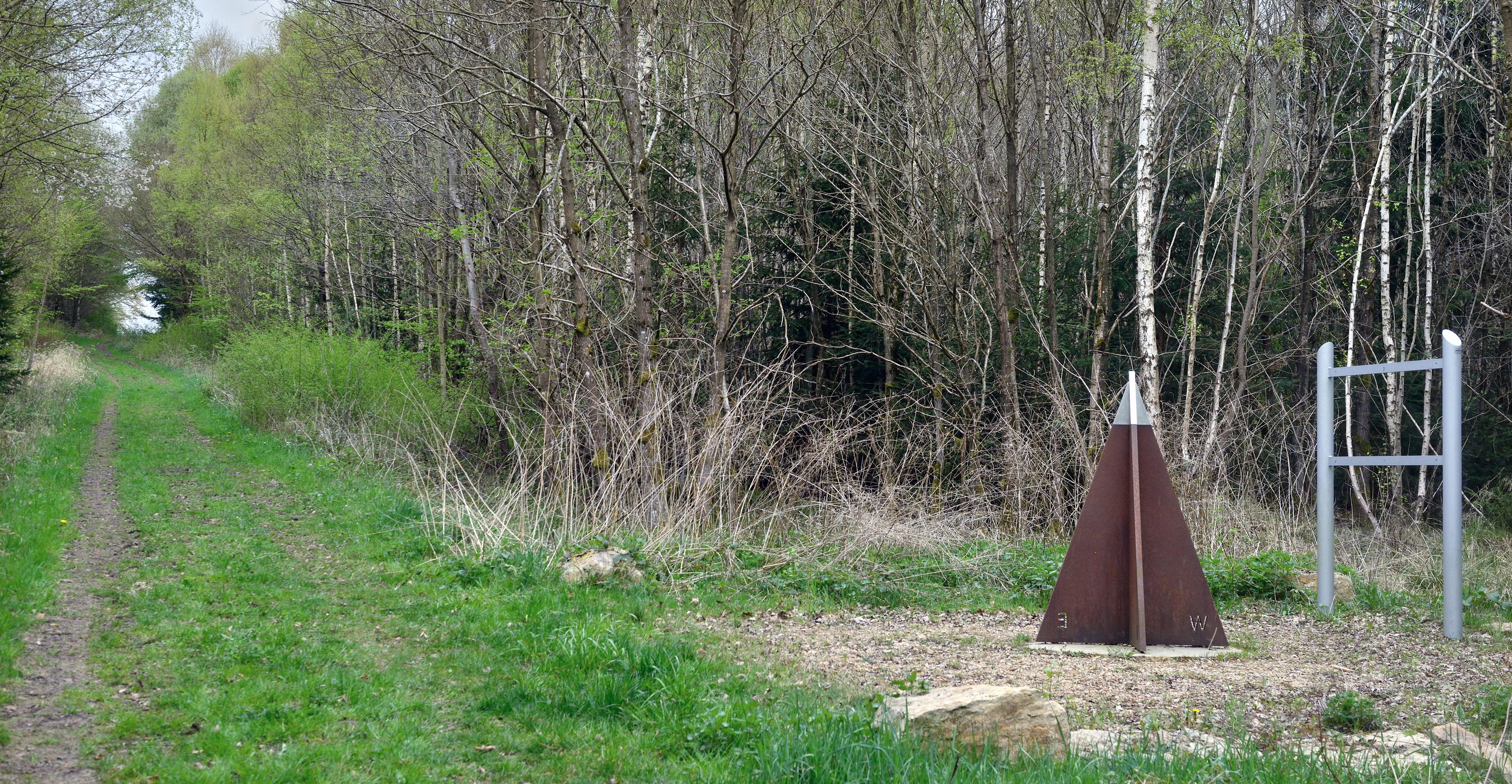
Das geographische Zentrum von Luxemburg am „Pëttener Bësch“, in Richtung Pëtten.

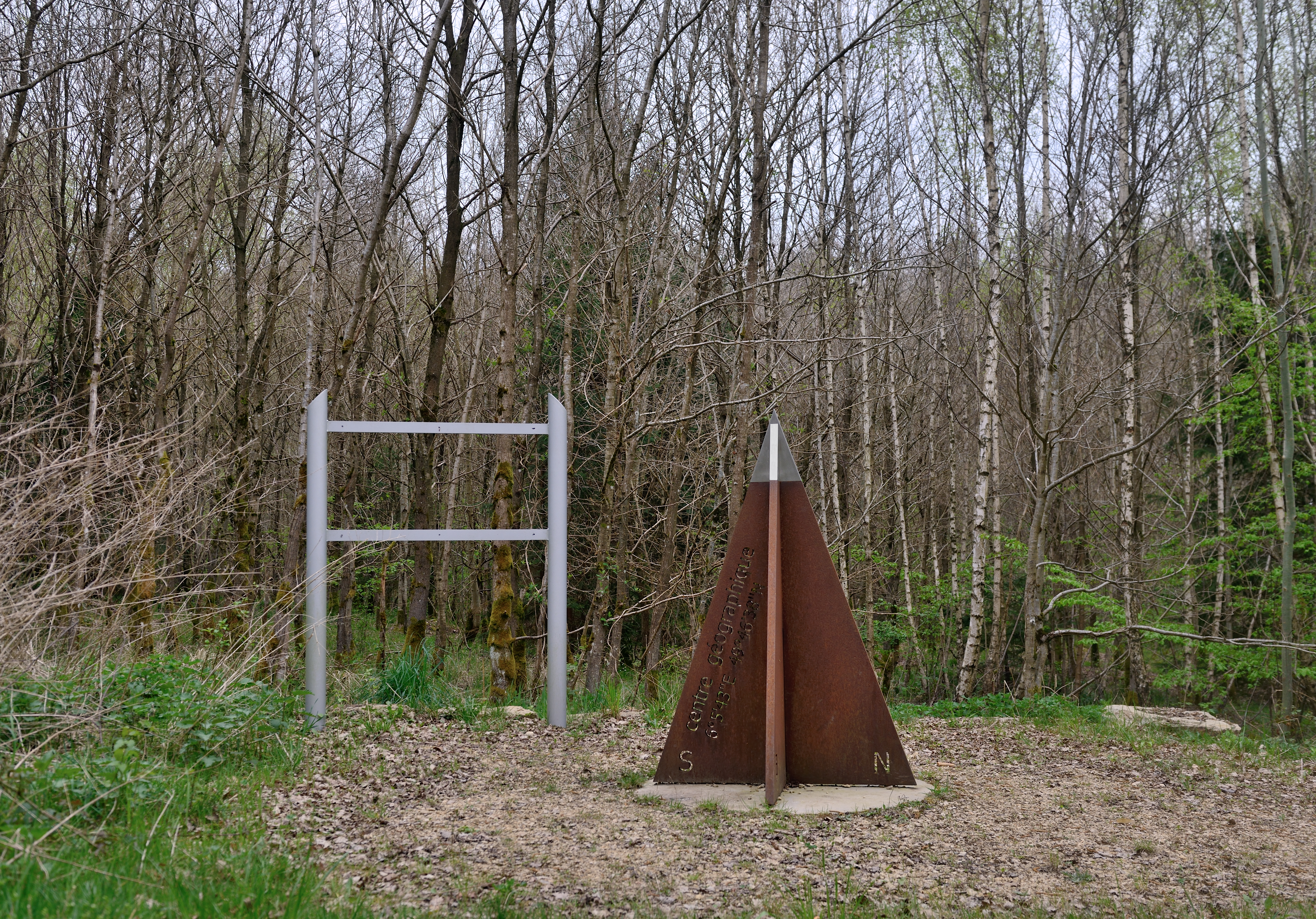
Die Markierung am geographisches Zentrum (2014)

Das geographische Zentrum von Luxemburg befindet sich am Nordwestende von Pettingen im Naturschutzgebiet Pëttenerbësch im Kanton Mersch.
2009 wurde an dieser Stelle ermessen, dass dieser Punkt der Mittelpunkt von Luxemburg ist. In Zusammenarbeit mit dem Katasteramt wurde die Markierung 2011 von der Naturschutzbehörde errichtet.

## Der Markierungspunkt
Der Markierungspunkt besteht aus vier dreieckigen Platten aus Stahl, die in alle vier Himmelsrichtunge zeigen. Auf der Platte, die nach Süden zeigt, ist der Text Centre géographique eingraviert. Am Fuß der Markierung steht die Jahreszahl 2011.
Die Markierung wurde im Juni 2011 offiziell präsentiert, zusammen mit dem Naturreservat Pëttenerbësch.

## Berechnung und Festlegung
Das geographische Zentrum hat 2009 mit den Spezialisten von der Katasterverwaltung Berechnungen angestellt. Basis hierfür waren die Grenzen von Luxemburg, so wie diese 1815 beim Wiener Kongress mit Preußen festgelegt worden sind. Diese wurden 1839 durch den Vertrag von London (spezifiziert am Jahr 1843) mit dem Königreich Belgien im 20. Jahrhundert durch den Austausch von kleinen Parzellen mit Frankreich genauer begrenzt.
Für die Berechnung wurde das WGS 84 genutzt. Um den Punkt im Zentimeterbereich auf genau bestimmen zu können, hat man das GPS der USA und das russische GLONASS-Satellitensyatem genutzt.